# Paradijsvogels (televisieprogramma)
Paradijsvogels is een Nederlands televisieprogramma, dat van 1992 tot 1996 door de AVRO werd uitgezonden. Het werd gemaakt door Arnold-Jan Scheer, Peter Wingender en Ronald Koopmans voor Dreamtime Productions, een onafhankelijke productiemaatschappij in Amsterdam. Het programma verdween in 1997 van het scherm, wegens zendtijdverlies van de AVRO.

## Geschiedenis
Vanaf 1966 had Arnold-Jan Scheer het tot zijn journalistieke specialisatie gemaakt artikelen en radioreportages over excentrieke of bijzonder levende mensen te maken. Zijn eerste publicaties waren in het weekblad Elsevier (1966), daarna volgden het Wiering's Weekblad (1967) en Televizier (1968). Dit legde de basis voor zijn medewerking aan het jongerenradioprogramma Halte, aan het latere televisieprogramma Kijkkijk en uiteindelijk voor het ontstaan van het televisieprogramma Showroom (alle NCRV), waarvoor Scheer redactioneel onderzoek deed, interviewde en deel van de redactie uitmaakte. De onderwerpen in Paradijsvogels waren extravaganter en de denkbeelden van de geïnterviewden stonden meer centraal dan in Showroom.

## Bekende programmaonderwerpen
- De Naakte Acrobaat: pianostemmer Wim de Ruyter wordt gevolgd, terwijl hij boven terrassen in Amsterdam vrijwel naakt in een touw acrobatische kunsten vertoont.
- De Baron en de Draagmoeder: baron Duco van Hardenbroeck van de Kleine Lindt, de laatste van een van de drie oudste adellijke geslachten van Nederland, zoekt een draagmoeder om zijn stamboom voort te zetten.
- Scherpoortje: oud-stewardess Elisabeth Bierens de Haan hoort supersonisch en waarschuwt de verkeerstoren dat er iets mis is met de motor van een Boeing.
- De Getattoëerde Vader: Dick Talma voedt als levend schilderij twee kinderen op.
- De Grafdanseres: balletdanseres Thyrza danst 's nachts op de graven van kerkhoven.
- Jo de Eenbenige Profeet: filosoof die in een caravan vol gekooide ratten woont.
- De Sexapostel: Freddy Lodder organiseert dagelijks orgieën en predikt seks als het hoogste goed.
- Grace Maddy: treedt op met 20 aangeklede hondjes.
- Johan Janssen: ziet de kleuren, klanken en symbolen van de oudste civilisaties als één systeem.
- Simon Drost: verandert zich in een wolfdier, Hessel Hondekop.
- Henri Pronker: traint dagelijks schaars gekleed op een fiets om onsterfelijk te worden.
- Luis en Celavia: de laatste Driekoningenspelers van Vlaanderen.
- Janine Wegman: de vrouw met een foutje, eerste transseksueel van Rotterdam.
- De hondenhemel: Ada Pirsch neemt haar dode honden mee op vakantie.
- Rikus Aardema: de steppekrijger keert terug naar zijn en onze oertijd.
- Hammetjes Paradijs: een bouwwerk in de vorm van een fort van Willem Ham